# Démographie des îles Mariannes du Nord

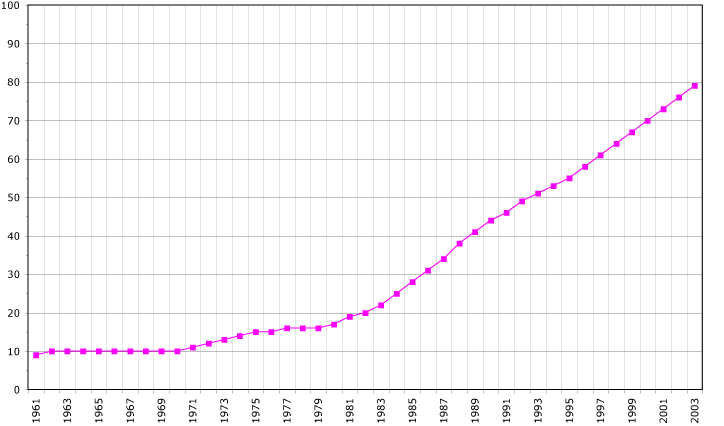
Données démographiques des îles Mariannes du Nord provenant de la FAO, année 2005 ; Nombre d'habitants en milliers.

Les Mariannes du Nord enregistrent toujours une forte croissance démographique, caractérisée par des taux à deux chiffres. Selon les dernières statistiques du bureau fédéral américain du recensement, et dont le quotidien local Marianas Variety s'est fait l’écho fin 2005, la population des Mariannes du Nord (12 000 personnes en 1970, 69 200 selon le dernier recensement de 2000, actuellement estimée à plus de 75 000) devrait atteindre 91 000 personnes d’ici 2010 pour un taux de croissance de l’ordre de 21 pour mille (2,1 %).
Cette croissance galopante a été expliquée, ces dernières années, par une immigration massive de main d’œuvre étrangère (essentiellement asiatique), notamment dans le cadre de la construction d’usines de confection.